# Ryū Nakayama
Ryū Nakayama (中山 竜 Nakayama Ryū?) es un animador, productor, guionista gráfico y director de anime japonés nacido el 10 de febrero de 1990.
Animador reconocido en la década de 2010 por sus secuencias de acción, hoy en día es principalmente conocido como el director de la adaptación al anime del manga Chainsaw Man. Desde 2024, dirige su propio estudio de animación, llamado Andraft.

## Biografía

### Inicios y reconocimiento como animador
Nakayama se graduó en la Universidad de Arte y Diseño de Tokio, una universidad privada especializada en artes visuales, donde cursó estudios en diseño gráfico. Mientras aún era estudiante, su mentor Tatsuya Yoshihara lo invitó a unirse a la producción de la serie animada Tantei Opera Milky Holmes en el estudio Tatsunoko Production. Así, Nakayama comenzó su carrera como animador clave en 2010, a los 20 años.
Además de Tatsuya Yoshihara, también mantiene una estrecha relación con el animador y director Shun Enokido; los tres son representantes del movimiento de animación conocido como webgen. Este término hace referencia al estilo y formato de animación de los jóvenes animadores que ingresaron a la industria a partir de la década de 2010, y que aprendieron dibujo y animación principalmente a través de medios digitales, publicando sus creaciones en la web, en forma de GIFs animados o cortos en redes sociales.
Tras finalizar sus estudios, Nakayama trabajó sucesivamente en los estudios Gainax y Tatsunoko Production. Rápidamente se dio a conocer como animador de secuencias de acción, especialmente en episodios de series como Yoru no Yatterman, Yozakura Quartet, Princess Connect! Re:Dive, o Fate/Grand Order - Babylonia. Posteriormente, se convirtió en animador autónomo.

### Como director y productor
En 2021, tras haber llamado la atención del estudio de animación y producción MAPPA por su trabajo en la adaptación animada de Jujutsu Kaisen y ante la búsqueda de un perfil original, Nakayama fue elegido como director principal de la adaptación al anime del manga Chainsaw Man, un éxito de la Weekly Shōnen Jump, a pesar de no haber dirigido nunca una obra completa hasta entonces. La serie, emitida en 2022, fue un éxito tanto de crítica como de público, alcanzando un 97 % de valoraciones positivas en el agregador Rotten Tomatoes y obteniendo varios premios y nominaciones. Entre ellos, destacó por ser el título con más nominaciones en la 8.ª edición de los Crunchyroll Anime Awards, donde ganó el premio a «Mejor Serie Nueva». Sin embargo, recibió también críticas por algunas de sus decisiones en la adaptación del manga original. En diciembre de 2024, se anunció que no dirigirá la continuación de la serie, un largometraje que adaptará el arco del manga centrado en el personaje de Reze.
Más adelante, Nakayama amplía su rol hacia la producción de animación. A comienzos de 2024, anuncia la creación de su propio estudio de animación, Andraft, del cual se convierte en CEO y supervisa los proyectos. Ese mismo año, también se une al estudio de animación Mayflower, filial del grupo AnotherBall (una empresa de entretenimiento especializada en animación y youtubers virtuales), donde ocupa el cargo de director creativo, encargado de mejorar la calidad y la eficiencia de las producciones del estudio.

## Trabajos

### Anime

#### Series de televisión
Destaca papeles con funciones de dirección de series.
| Año  | Título                                               | Director(es)                   | Estudio                    | Funciones | Refs.                       |
| ---- | ---------------------------------------------------- | ------------------------------ | -------------------------- | --- | --------------------------- |
| 2007 | Naruto: Shippūden                                    | Hayato Date                    | Pierrot                    | Animación digital clave (#OP 13) | [ 20 ]                      |
| 2010 | Tantei Opera Milky Holmes                            | Makoto Moriwaki                | J.C.Staff                  | Animación clave (#6) | [ 21 ]                      |
| 2011 | The iDOLM@STER                                       | Atsushi Nishigori              | A-1 Pictures               | Segunda animación clave (#24) | [ 22 ]                      |
| 2012 | Nisemonogatari                                       | Tomoyuki Itamura Akiyuki Simbo | Shaft                      | Animación clave (#6) | [ 23 ]                      |
| 2012 | Sword Art Online                                     | Tomohiko Itō                   | A-1 Pictures               | Segunda animación clave (#23) Animación clave (#2) | [ 24 ]                      |
| 2012 | Medaka Box Abnormal                                  | Shōji Saeki                    | Gainax                     | Animación intermedia (#1, 3-7) Animación clave (#ED) | [ 25 ]                      |
| 2013 | Vividred Operation                                   | Kazuhiro Takamura              | A-1 Pictures               | Segunda animación clave (#1) | [ 26 ]                      |
| 2013 | RDG: Red Data Girl                                   | Toshiya Shinohara              | P.A. Works                 | Animación clave (#7) | [ 27 ]                      |
| 2013 | Yahari Ore no Seishun Love Come wa Machigatteiru     | Ai Yoshimura                   | Brain's Base               | Animación clave (#13) | [ 28 ]                      |
| 2013 | Namiuchigiwa no Muromi-san                           | Tatsuya Yoshihara              | Tatsunoko Production       | Segunda animación clave (#1) | [ 29 ]                      |
| 2013 | Love Lab                                             | Masahiko Ōta                   | Doga Kobo                  | Animación clave (#5) | [ 30 ]                      |
| 2013 | Uchōten Kazoku                                       | Masayuki Yoshihara             | P.A. Works                 | Animación clave (#12) | [ 31 ]                      |
| 2013 | Kill la Kill                                         | Hiroyuki Imaishi               | Trigger                    | Animación clave (#18) | [ 32 ]                      |
| 2013 | Yozakura Quartet: Hana no Uta                        | Ryo-timo                       | Tatsunoko Production       | Segunda animación clave (#10) Animación clave (#1-2, 6, 9, 13; OP) | [ 33 ]                      |
| 2013 | Yowamushi Pedal                                      | Osamu Nabeshima                | TMS Entertainment          | Animación clave (#7, 29) | [ 34 ]                      |
| 2014 | Mikakunin de Shinkōkei                               | Yoshiyuki Fujiwara             | Doga Kobo                  | Animación clave (#OP) | [ 35 ]                      |
| 2014 | Wake Up, Girls!                                      | Yutaka Yamamoto                | Tatsunoko Production Ordet | Director de animación (#5, 11) Director de animación asistente (#10, 12) Animación clave (#11; OP) | [ 36 ]                      |
| 2014 | Dragon Collection                                    | Keiichirō Kawaguchi            | OLM                        | Animación clave (#OP) | [ 37 ]                      |
| 2014 | No Game No Life                                      | Atsuko Ishizuka                | Madhouse                   | Animación clave (#OP) | [ 38 ]                      |
| 2014 | Barakamon                                            | Masaki Tachibana               | Kinema Citrus              | Director de animación (#9) Director de animación asistente (#10) Segunda animación clave (#5-6) Animación clave (#1, 11)                                                                                                 | [ 39 ]                      |
| 2014 | Space☆Dandy 2nd Season                               | Shin'ichirō Watanabe           | Bones                      | Animación clave (#4) | [ 40 ]                      |
| 2014 | Sora no Method                                       | Masayuki Sakoi                 | 3Hz                        | Animación clave (#2) | [ 41 ]                      |
| 2015 | The iDOLM@STER Cinderella Girls                      | Noriko Takao                   | A-1 Pictures               | Animación clave (#4) | [ 42 ]                      |
| 2015 | Yoru no Yatterman                                    | Tatsuya Yoshihara              | Tatsunoko Production       | Director de acción Animador principal Diseño de utilería Director de episodio (#4; escenas de acción) Guionista gráfico (#4; escenas de acción) Director de animación (#4-5, 7, 12; OP) Animación clave (#1, 10, 12; OP) | [ 43 ]                      |
| 2015 | Monster Musume no Iru Nichijō                        | Tatsuya Yoshihara              | Lerche                     | Animación clave (#OP) | [ 44 ]                      |
| 2015 | One Punch-Man                                        | Shingo Natsume                 | Madhouse                   | Animación clave (#2) | [ 45 ]                      |
| 2016 | Macross Δ                                            | Shōji Kawamori Kenji Yasuda    | Satelight                  | Animador principal Guionista gráfico (#ED 1) Director de unidad (#ED 1) Director de animación (#19, 26) Animación clave (#1, 4, 8, 13, 17, 19, 26; OP, ED)                                                               | [ 46 ]                      |
| 2016 | Flip Flappers                                        | Kiyotaka Oshiyama              | 3Hz                        | Director de animación asistente (#11) Animación clave (#8) | [ 47 ]                      |
| 2017 | Frame Arms Girl                                      | Keiichirō Kawaguchi            | Zexcs Studio A-Cat         | Animación clave (#OP) | [ 48 ]                      |
| 2017 | Eromanga Sensei                                      | Ryōhei Takeshita               | A-1 Pictures               | Animación clave (#11) | [ 49 ]                      |
| 2017 | Fate/Apocrypha                                       | Yoshiyuki Asai                 | A-1 Pictures               | Animación clave (#21) | [ 50 ]                      |
| 2017 | Gamers!                                              | Manabu Okamoto                 | Pine Jam                   | Guionista gráfico (#OP) Director de unidad (#OP) Director de animación (#OP) Director de animación de acción (#OP) Animación intermedia (#OP) Segunda animación clave (#OP)                                              | [ 51 ]                      |
| 2017 | Black Clover                                         | Tatsuya Yoshihara              | Pierrot                    | Guionista gráfico (#ED 1) Director de unidad (#ED 1) Director de animación (#(#ED 1) Animación clave (#37, 84, 151; OP 6, ED 1)                                                                                          | [ 52 ]                      |
| 2018 | Ryūō no Oshigoto!                                    | Shinsuke Yanagi                | Project No.9               | Guionista gráfico (#OP) Director de unidad (#OP) Animación clave (#OP) | [ 53 ]                      |
| 2019 | Tate no Yūsha no Nariagari                           | Takao Abo                      | Kinema Citrus              | Director de episodio (#16) Guionista gráfico (#16) Guionista (#16) Animación clave (#16) | [ 54 ]                      |
| 2019 | Fate/Grand Order - Absolute Demonic Front: Babylonia | Toshifumi Akai                 | CloverWorks                | Director de episodio (#16) Guionista gráfico (#16) Director de animación de acción (#16) Segunda animación clave (#18) Animación clave (#16)                                                                             | [ 55 ]                      |
| 2020 | Jujutsu Kaisen                                       | Park Sung-hoo                  | MAPPA                      | Director de episodio (#19) Guionista gráfico (#19) Segunda animación clave (#OP 1) Animación clave (#1) | [ 56 ]                      |
| 2021 | Selection Project                                    | Daisuke Hiramaki               | Doga Kobo                  | Animación clave (#OP) | [ 57 ]                      |
| 2022 | Princess Connect! Re:Dive Season 2                   | Takaomi Kanasaki Yasuo Iwamoto | CygamesPictures            | Animación clave (#4) | [ 58 ]                      |
| 2022 | Chainsaw Man                                         | Ryū Nakayama                   | MAPPA                      | Director Director de episodios (#1, 12) Guionista gráfico (#1, 7, 12) Animación clave (#1, 12; OP) | [ 59 ] [ 60 ] [ 61 ] [ 62 ] |
| 2023 | Bokura no Ameiro Protocol                            | Yasutaka Yamamoto Daishi Katō  | Quad                       | Guionista gráfico (#OP) Director de unidad (#OP) | [ 63 ]                      |
| 2025 | Ameku Takao no Suiri Karte                           | Kazuya Iwata                   | Project No.9               | Director de unidad (#OP) | [ 64 ]                      |
| 2025 | Silent Witch: Chinmoku no Majo no Kakushigoto        | Takaomi Kanasaki Yasuo Iwamoto | Studio Gokumi              | Director de unidad (#OP) | [ 65 ]                      |

#### Películas
| Año  | Título                                          | Director(es)                    | Estudio                    | Funciones                       | Refs.  |
| ---- | ----------------------------------------------- | ------------------------------- | -------------------------- | ------------------------------- | ------ |
| 2012 | Puella Magi Madoka Magica the Movie: Beginnings | Akiyuki Simbo Yukihiro Miyamoto | Shaft                      | Animación intermedia            | [ 66 ] |
| 2013 | Saint☆Oniisan                                   | Noriko Takao                    | A-1 Pictures               | Segunda animación clave         | [ 67 ] |
| 2013 | Hunter x Hunter Movie 2: The Last Mission       | Keiichirō Kawaguchi             | Madhouse                   | Animación clave                 | [ 68 ] |
| 2014 | Wake Up, Girls! Shichinin no Idol               | Yutaka Yamamoto                 | Tatsunoko Production Ordet | Director asistente de animación | [ 69 ] |
| 2017 | Sword Art Online Movie: Ordinal Scale           | Tomohiko Itō                    | A-1 Pictures               | Director de animación de acción | [ 70 ] |
| 2017 | Pokémon Movie 20: Kimi ni Kimeta!               | Kunihiko Yuyama                 | OLM                        | Animación clave                 | [ 71 ] |
| 2018 | Macross Δ Movie: Gekijō no Walküre              | Shōji Kawamori                  | Satelight                  | Animación clave                 | [ 72 ] |
| 2021 | Jujutsu Kaisen 0 Movie                          | Park Sung-hoo                   | MAPPA                      | Animación clave                 | [ 73 ] |
| 2023 | Kitarō Tanjō: Gegege no Nazo                    | Gō Koga                         | Toei Animation             | Animación clave                 | [ 74 ] |

#### ONAs
| Año  | Título            | Director(es)    | Estudio              | Funciones             | Refs.  |
| ---- | ----------------- | --------------- | -------------------- | --------------------- | ------ |
| 2021 | Idol Land PriPara | Makoto Moriwaki | Tatsunoko Production | Animación clave (#OP) | [ 75 ] |

#### OVAs
| Año  | Título                            | Director(es)      | Estudio              | Funciones                | Refs.  |
| ---- | --------------------------------- | ----------------- | -------------------- | ------------------------ | ------ |
| 2013 | Yozakura Quartet: Tsuki ni Naku   | Ryo-timo          | Tatsunoko Production | Animación clave (#3; OP) | [ 76 ] |
| 2016 | Monster Musume no Iru Nichijō OVA | Tatsuya Yoshihara | Lerche               | Animación clave (#OP)    | [ 77 ] |

### Videos musicales
Destaca papeles con funciones de dirección de series.
| Año  | Título            | Director(es) | Estudio             | Funciones                                                        | Refs.  |
| ---- | ----------------- | ------------ | ------------------- | ---------------------------------------------------------------- | ------ |
| 2016 | Raison d'être     | Ryū Nakayama | Enishiya            | Director Guionista gráfico Director de animación Animación clave | [ 78 ] |
| 2024 | Ai no Shōmi Kigen | GODTAIL      | Andraft             | Productor                                                        | [ 79 ] |
| 2024 | Meta              | Ryū Nakayama | Andraft Studio Elle | Director Productor                                               | [ 80 ] |

### Videos promocionales
Destaca papeles con funciones de dirección de series.
| Año  | Título                        | Director(es) | Estudio          | Funciones                            | Refs.  |
| ---- | ----------------------------- | ------------ | ---------------- | ------------------------------------ | ------ |
| 2023 | Kimi ni Aeta!                 | Asuka Dokai  | CoMix Wave Films | Animación clave                      | [ 81 ] |
| 2024 | VSPO! x Vanguard Animation PV | Ryū Nakayama | Andraft          | Director Productor Guionista gráfico | [ 6 ]  |